# S-образный канал воздухозаборника
S-образный канал воздухозаборника (англ. S-duct) — тип входного канала воздухозаборника реактивного двигателя, использующийся на некоторых типах реактивных самолётов, преимущественно трёхдвигательных. Входное отверстие размещается над или под фюзеляжем, а сам двигатель находится внутри хвостовой части, поэтому воздуховод имеет изогнутую форму, напоминающую букву «S» (отсюда название). Решение было впервые применено в 1962 году на английском пассажирском лайнере Hawker Siddeley Trident. В СССР такие воздуховоды использовались на Ту-154, Як-40 и Як-42. Из производящихся сегодня пассажирских самолётов конструкцию можно встретить на Dassault Falcon 7X и Dassault Falcon 900. S-образная форма воздушного канала также применяется на ряде ЛА с пониженной радиолокационной заметностью для снижения эффективной площади рассеяния радиоволн.

## Особенности
S-образный канал применялся на большинстве трёхдвигательных реактивных самолётов для подачи воздуха к среднему двигателю. Исключением стали лишь производившиеся корпорацией McDonnell Douglas лайнеры DC-10 и MD-11, где было решено расположить средний двигатель над фюзеляжем, в основании киля. Однако, такой дизайн увеличил аэродинамическое сопротивление на 2—4% и усложнил доступ к силовой установке для технического обслуживания, схема также потребовала увеличения высоты киля и отдаления руля направления от продольной оси самолёта.
Исследования при проектировании самолёта L-1011 показали, что коэффициент восстановления полного давления в S-образном канале воздуховода практически не отличался бы от такового в случае использования прямого воздуховода, при этом конструкция позволяла уменьшить как сухой вес самолёта, так и аэродинамическое сопротивление, что давало экономию топлива. Схема давала заметное улучшение лётных качеств, устойчивости при боковом ветре, экономичности самолёта.
Сейчас S-образные воздуховоды в гражданской авиации практически не применяются в связи с тем, что на подавляющем большинстве современных пассажирских самолётов используется двухдвигательная схема. Среди производящихся в настоящее время самолётов такой канал можно встретить лишь на трёхдвигательных бизнес-джетах Dassault Falcon 7X и Dassault Falcon 900, так как для бизнес-джетов улучшенные лётные характеристики (скорость, возможность взлетать с относительно коротких ВПП) могут иметь преимущество перед топливной эффективностью.
В военной авиации S-образные воздушные каналы используются на некоторых моделях пилотируемых и беспилотных летательных аппаратов с целью понижения радиолокационной заметности, поскольку применение таких каналов существенно снижает ЭПР воздухозаборника за счет экранирования первой ступени компрессора двигателя.

## Применение
Типы воздушных судов, на которых применялся или применяется S-образный канал воздухозаборника:

### Пассажирские
- Boeing 727
- Dassault Falcon 50
- Dassault Falcon 7X
- Dassault Falcon 900
- Epic Victory
- Lockheed L-1011 TriStar
- Ту-154
- Hawker Siddeley Trident
- Як-40
- Як-42

### Военные
- IAI Lavi
- Northrop/Grumman B-2 Spirit
- Northrop/McDonnell Douglas YF-23

В том числе БПЛА:
- Northrop Grumman X-47B
- Dassault nEUROn

### Экспериментальные
- Short SC.1
- Boeing X-45

### Нереализованные проекты
- Boeing 747-300 Trijet — неосуществлённый проект трёхдвигательного варианта Boeing 747
- Ранний проект Ту-204, предполагавший трёхдвигательную схему